# Honoré Gévaudan
Honoré Gévaudan, né le 22 octobre 1920 à Sète et mort le 16 novembre 1999 dans la même ville, a été l'un des policiers les plus connus de France. Entré dans la police en 1942, il termine sa carrière au poste de directeur central adjoint de la police judiciaire de 1974 à 1980. Son  nom est attaché à de retentissantes enquêtes, comme la  « French Connection », le gang des Lyonnais, le « casse » de Nice et les enlèvements du petit Philippe Bertrand et de Michel Maury-Laribière.

## Biographie
Né à Sète (Hérault), il a pour condisciples Maurice Clavel, ainsi que Pierre-Jean Vaillard et Georges Brassens, qui resteront ses amis. Son père est un comédien qui côtoie Fernand Sardou et Rellys.
Honoré Gévaudan passe une licence en droit et entre aussitôt dans la police afin de rentabiliser au plus vite un diplôme obtenu grâce aux privations de sa mère. Il est nommé commissaire à Bouïra (Algérie). Il s'engage en 1943 dans la Première armée de De Lattre et revient en Algérie dès la fin de la guerre. Il est nommé commissaire de police à Alger, puis commissaire de la surveillance du territoire à Oran et commissaire principal à la police judiciaire à Alger.
Lors de la bataille d'Alger en 1957, il est commissaire principal, chef de la 1re brigade mobile de police judiciaire d'Alger. Selon le témoignage de ses enfants, quand les pouvoirs de police sont confiés au général Massu et à la 10e division parachutiste, Honoré Gévaudan réunit son équipe et dit : "Je désapprouve les méthodes employées, désormais j'arrête de travailler et j'expédie les affaires courantes." En 1960 il rejoint le Ministère de l'Intérieur à la direction de la Police judiciaire, nommé chef de service chargé des menées subversives et des atteintes à la sûreté de l'État à la sous-direction des Affaires criminelles de la police judiciaire. Il lutte contre l'OAS qui le condamne à mort. En 1970, il est nommé sous-directeur des Affaires criminelles.
Il occupe la fonction de directeur central adjoint de la police judiciaire de 1974 à 1980. Son nom reste attaché à de retentissantes enquêtes, comme la « French Connection », le gang des Lyonnais, ou les affaires Spaggiari et Mesrine. Il est l'auteur de plusieurs ouvrages consacrés à sa vie professionnelle.

### La «French connection»
Dans les années 1960-1970, la French Connection désigne la principale filière mondiale d’héroïne : une filière centralisée, localisée à Marseille, que l'on dit protégée par les pouvoirs publics, qui sera finalement brisée par une coopération policière franco-américaine efficace, un accroissement des moyens dévolus aux services de police luttant contre le trafic et un alourdissement des peines encourues par les trafiquants. Elle envenime passagèrement les relations entre la France et les États-Unis : Andrew Tartaglino, directeur adjoint du Bureau of Narcotics and Dangerous Drugs estime en 1967 que 75% de l'héroïne consommée sur le territoire des États-Unis proviennent des laboratoires clandestins marseillais, qui la produisent à partir de la morphine-base importée du Moyen-Orient.
Sous l'autorité de Max Fernet, directeur de la Police judiciaire, et en coordination avec Marcel Carrère, chef de l'Office central de répression contre le trafic illicite de stupéfiants (OCRTIS) et de François Le Mouel, son successeur, Honoré Gévaudan prend une part active à la coopération avec le Bureau of Narcotics and Dangerous Drugs (BNDD) qui a permis de mettre fin aux activités de la French connection. Il retracera les détails de cette lutte dans l'un de ses livres de souvenirs : La bataille de la French connection.

### Le gang des Lyonnais
En 1971, plusieurs hold-up commis dans la région lyonnaise se distinguent par leur importance et les conditions de leur déroulement. La Police judiciaire lyonnaise, dirigée par Robert Mattéi et son adjoint le commissaire Pierre Richard suspecte que ces vols à main armée sont l'œuvre d'une même équipe. Le 17 septembre, un nouveau hold-up a lieu à la Sécurité sociale de Saint Etienne. Le 5 février 1972, une attaque à main armée suivie d'une fusillade a lieu au Carrefour de Vénissieux. Le lendemain, des gendarmes de St Priest identifient Edmond Vidal, ferrailleur de 27 ans lors d'un incident impliquant une Estafette identique à celle ayant servi lors du hold-up. Il est aussitôt placé sous surveillance par la PJ lyonnaise. L'enquête va durer jusqu'à Noel 1974. Elle implique notamment le Groupe de répression du banditisme du SRPJ de Lyon, dirigée par le commissaire Nicolaï et des policiers de l'Office central de répression du banditisme sous les ordres du commissaire Charles Pellegrini, n° 2 de l'Office. Les services de police judiciaire de Strasbourg, de Dijon, de Clermont-Ferrand et d'Orléans, puis de Rennes et d'Angers se joignent progressivement aux opérations de police, que coordonne Honoré Gévaudan. Plus de cent policiers sont affectés à la surveillance des Lyonnais. L'instruction est confiée au juge Renaud.
Des informations transmises par des indicateurs ainsi que les écoutes opérées sur Edmond Vidal permettent d'identifier les autres membres de l'équipe de malfaiteurs. Cependant il est très difficile d'effectuer des filatures, car les Lyonnais sont particulièrement méfiants. Vidal et ses amis sont identifiés comme les auteurs du hold-up de la Poste de Strasbourg le 30 juin 1971, au cours duquel ils se sont emparés de plus de onze millions de francs, somme considérable pour l'époque. Alors qu'ils sont sous surveillance, les Lyonnais commettent d'autre vols à main armée à Nantes et à Angers. Le 13 février 1974, lors d'une réunion à l'OCRB, les policiers prennent conscience de la difficulté de prendre les Lyonnais en flagrant délit de vol à main armée. Ils décident de réunir les éléments susceptibles de faire condamner les membres du gang pour association de malfaiteurs. Le 28 novembre, en accord avec le juge Renaud, les policiers décident d'interpeller les malfaiteurs. Cent quarante inspecteurs et commissaires se mettent en place. Le 19 décembre Edmond Vidal, sa compagne Jeanne Biskup, ses complices « Pipo » Zakarian, Jean-Pierre et Robert Gandeboeuf, Michel Simetzoglou, Joseph Vidal, Georges Manoukian, Jean-Pierre Mardirossian et d'autres comparses sont arrêtés. Pierre Pourrat est interpellé le 20 décembre. Des armes, des faux papiers et de fortes sommes d'argent sont découvertes dans différentes cachettes. À la fin de la garde à vue, seize personnes sur les 30 interpellés sont inculpés pour association de malfaiteurs. Le 8 juillet 1977, ils sont condamnés à des peines de dix et quinze de réclusion pour Edmond Vidal et Jean-Pierre Gandeboeuf, les principaux accusés, et à des peines moindres pour leurs complices.

### Le «casse de Nice» et les aveux d'Albert Spaggiari
Le lundi 19 juillet 1976, les employés chargés de la chambre forte à la Société Générale de Nice informent leur direction qu'il est impossible d'accéder à celle-ci : la porte blindée est bloquée. Des techniciens de Fichet-Bauche réussissent à la démonter. Ils découvrent que la chambre forte a été cambriolée, que des coffres ont été fracturés et que les armoires blindées sont éventrées. Documents, objets en tous genres, gravats, chalumeaux, bouteilles de gaz, pinces, leviers, barres à mine jonchent le sol. Plus de 300 coffres ont été vidés de leur contenu. Le butin sera évalué à 45 millions de francs en espèces, valeurs et bijoux.
Le commissaire Albert Mourey, du SRPJ de Nice, prend l'enquête en main, sous l'autorité du patron de la PJ marseillaise Fernand Mathieux et la supervision d'Honoré Gévaudan. Des suspects, repris de justice, sont progressivement identifiés. Le 26 octobre, Gévaudan, Mourey et Mathieux lancent les interpellations à Marseille, Nice et Paris. L'un des suspects interpellé en possession de lingots d'or provenant du cambriolage, donne le nom de l'initiateur du coup : un photographe de Nice du nom d'Albert Spaggiari. C'est un ancien parachutiste qui a fait la guerre d'Indochine puis qui s'est engagé dans les rangs de l'OAS. Il est arrêté le 27 octobre. 
Interrogé, il commence par nier les faits. Cependant, peu de temps avant la fin de sa garde à vue, il demande à faire une déclaration à un « grand personnage du ministère de l'Intérieur ». En accord avec Maurice Bouvier, directeur central de la police judiciaire, Gévaudan retourne à Nice pour entendre Spaggiari. Pour le faire parler, il se sert des convictions politiques anticommunistes de Spaggiari : il lui fait valoir l'impact désastreux du cambriolage de Nice sur le ministre de l'Intérieur et le gouvernement et le risque de victoire de l'Union de la gauche aux élections suivantes. Spaggiari cède et avoue avoir été l'instigateur du « casse ». Il donne de nombreux détails mais ne livre pas le nom de ses complices. Il s'évade du cabinet du juge le 10 mars 1977 et échappe à la police jusqu'à sa mort en 1989. En 2010, Jacques Cassandri, un repris de justice qui fut membre de la French Connection, revendiquera la paternité de l'organisation du « casse » de Nice avant de se rétracter lors de son procès pour blanchiment du produit du cambriolage.

## Ouvrages publiés
- Tiens vous faites ce métier là !, Fayard, 1974,  (ISBN 978-2213000558)
- L'Enquête, Éditions Jean-Claude Lattès, 1981,  (ISBN 9782706269622)
- La balançoire du commissaire Vivarais, Éditions Jean-Claude Lattès, 1983,  (ISBN 2-7062-7100-0)
- La bataille de la french connection, Éditions Jean-Claude Lattès, 1985,  (ISBN 2-7062-8544-3)
- Le tueur des sables, Éditions Jean-Claude Lattès, 1987,  (ISBN 9782709606028)
- Ennemis publics - Mes grandes enquêtes criminelles, Éditions Jean-Claude Lattès, 1990,  (ISBN 2-73-82-0374-4)